# لعراعرا (بني خالد)
لعراعرا هي إحدى مشيخات المملكة المغربية، تتبع جغرافيا لعمالة وجدة أنكاد وإداريًا لبني خالد. يقدر عدد سكانها بـ 1423 نسمة حسب الإحصاء الرسمي للسكان والسكنى لسنة 2004.